# Charles Henry Darling
Charles Henry Darling, född den 19 februari 1809, död den 25 januari 1870, var en brittisk koloniguvernör, brorson till Ralph Darling.
Darling var 1827-31 sin farbrors sekreterare, tjänstgjorde 1841-51 i flera koloniala ämbetsbefattningar i Västindien och var 1851-54 viceguvernör i Kapkolonin under lord Cathcart. Efter att sedan ha varit guvernör över Newfoundland (till 1857) och Jamaica, blev Darling 1863 guvernör över Victoria, där han vid en konstitutionell strid mellan parlamentets båda hus så avgjort tog det enas parti, att han 1866 hemkallades.